# Family Guy (5.ª temporada)
Foi pela primeira vez ao ar na rede Fox, com dezoito episódios iniciando sua transmissão em 10 de setembro de 2006 e terminado-a em 20 de Maio de 2007, antes de ser lançado como dois DVD de jogos da caixa e em syndication. Ele estreou com o episódio "Stewie Loves Lois" e terminou com "Meet the Quagmires". A série segue a disfuncional família Griffin—pai Pedro, mãe Luíza, filha de Meg, filho Chris, o bebê Stewie e Brian, o animal de estimação da família, que residem em sua cidade natal de Quahog. Os produtores executivos para a quinta temporada foram David Goodman, Chris Sheridan, Danny Smith e o criador da série , Seth MacFarlane. O showrunner para a quinta temporada foi Goodman.
A temporada recebeu uma recepção Mista por parte dos críticos, que citaram a falta de Textos Originais para os Episódios. A Serie teve também muitas avaliações positivas não mostrando um sinal de previsibilidade."
A 5ª temporada contém algumas dos melhores episódios, incluindo "Barely Legal", "Airport '07" e "No Chris Left Behind". A quinta temporada ganhou um Annie Award na 35ª Annie Awards para storyboarding e foi nomeado para mais três, incluindo a escrita e dublagem. Ele também ganhou um Emmy Award for Realização de Destaque Individual em Animação.
O Volume Cinco conjunto de DVD box foi lançado na Região 1 em 18 de setembro de 2007, a Região 2 em 15 de outubro de 2007, a Região 3 em 17 de agosto de 2007, a Região 4 em 25 de novembro de 2009 e a Região 5 em 8 de julho de 2007. Treze dos dezoito episódios estão incluídos no volume. Os cinco episódios restantes da temporada foram lançados no Volume Seis, Box lançado na Região 1, em 21 de outubro de 2008, a Região 2 em 10 de novembro de 2008, a Região 3 em 4 de janeiro de 2009, a Região 4 em novembro de 2009, e na Região 5 em 6 de outubro de 2008.[carece de fontes?]

## Produção

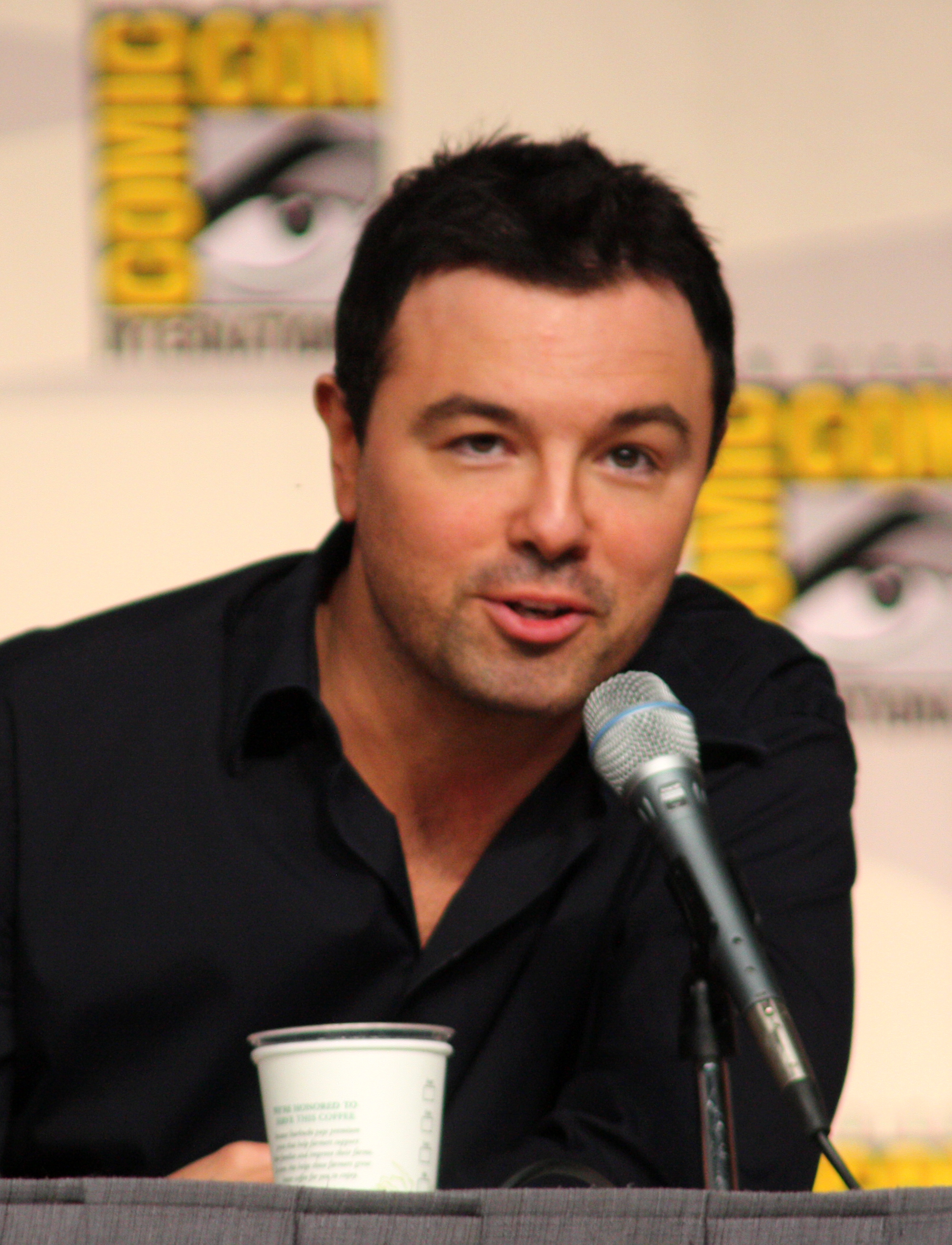
Seth MacFarlane, atuou como produtor executivo para a temporada.

Produção para a quinta temporada começou em 2005, durante a exibição da quarta temporada. A temporada teve os produtores executivo regulares série David A. Goodman, Seth MacFarlane, Chris Sheridan, e Danny Smith. Além disso, Goodman atuou como showrunner durante toda a temporada.
A produção começou com, Tom Devanney, Kirker Butler, Cherry Chevapravatdumrong, Alec Sulkin, Wellesley Wild,
Patrick Meighan, Danny Smith e futuro showrunners do programa Mark Hentemann e Steve Callaghan, todos permaneceram na serie desde a temporada anterior. Não há novos escritores  contratados após a conclusão da quarta temporada. Alex Borstein, que serve como a voz de Lois, escreveu seu último episódio, "It Takes a Village Idiot, and I Married One", e regular escritores Ken Goin e Gary Janetti, que retornaram a serie durante a 8ª Temporada, deixou a série, antes do início da 5ª temporada.
Júlio Wu e Brian Iles receberam suas primeiras aparições nos créditos na 5ª Temporada. Mike Kim, James Purdum, Cyndi Tang, Greg Colton, Pete Michels, Zac Moncrief, João Holmquist e futuro diretor de Blue Harvest Dominic Polcino todos permaneceram na serie desde a temporada anterior. Nesta temporada, no entanto, foi diretor  Dan Povenmire que na última temporada, antes de deixar o show para criar sua própria série, intitulado de Phineas e Ferb, que já foi indicado para três Prêmios Emmy.
O elenco principal é formado por  Seth MacFarlane (Peter Griffin, Stewie Griffin, Brian Griffin, Quagmire, Tom Tucker), Alex Borstein (Lois Griffin, Loretta Brown, Tricia Takanawa, Barbara Pewterschmidt), Mila Kunis (Meg Griffin), Seth Green (Chris Griffin, Neil Goldman) e Mike Henry (Cleveland Brown, Herbert).

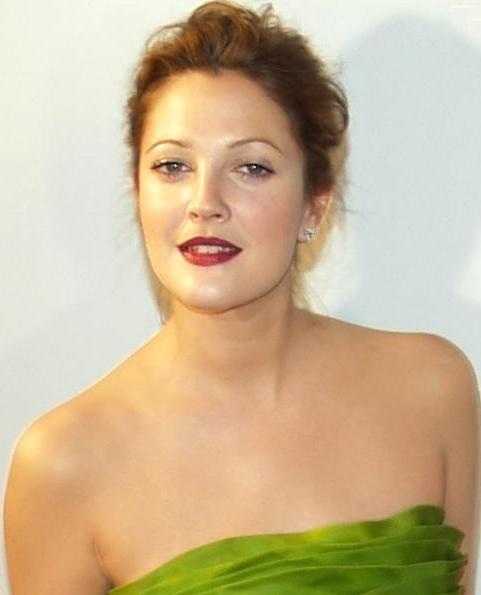
Drew Barrymore desde a voz de Jillian para cinco episódios da temporada.

Novos personagens recorrentes foram também introduzidos na quinta temporada. A personagem Jillian Fisher (a nova namorada de Brian) , foi introduzido no episódio "Whistle While Your Wife Works". Ela forneceu um contraponto irônico para Brian e seu intelectualismo. Seu personalidade foi concebido para ser um estereótipo de loira, a voz Dela mais tarde iria brincar com as bulímicas cheerleader, com a atriz Drew Barrymore , proporcionando a voz de Jillian em oito episódios, cinco dos quais seria, na quinta temporada. Outros convidados que fez várias aparições como personagens recorrentes das temporadas anteriores foram Carrie Fisher como o chefe de Peter, Angela, e Phyllis Diller, como a mãe de Peter. a irmã de Seth MacFarlane, Rachael MacFarlane, também fez uma aparição como Olivia, o filho da atriz, quando seu personagem foi aparentemente morto por Stewie no episódio "Chick Cancer".
A temporada termina apenas no episódio série' 100º episódio, que apresenta os clipes mais engraçados dos 99 episódios anteriores. A decisão de terminar a 5ª temporada antes do 100º episódio foi feita devido aos desejo dos executivos da Fox de Exibir o episódio especial de Family Guy "Blue Harvest" A sexta temporada ainda não havia sido concluida apos o fim da quinta temporada, em Maio de 2007.

## Recepção
O episódio de Estreia da 5ª Temporada "Stewie Loves Lois", recebeu uma classificação de 3.5 da Nielsen ratings entre os telespectadores de 18 anos de idade para 49, atraindo 9.93 milhões de espectadores em geral, a classificação mais elevada de toda a temporada. Essa pontuação foi concebida devido o episódio final da 4ª temporada. Nas semanas seguintes "Stewie Loves Lois", obteve cerca de 8 milhões de euros. Além da estréia, terceiro episódio da temporada Hell Comes to Quahog, conquistou a maioria dos espectadores, posteriormente, com 9.66 milhões, uma elevação para a quinta temporada. Enquanto que o episódio ""It Takes a Village Idiot, and I Married One" recebeu a menor quantidade de espectadores para da temporada com 7.22 milhões.
Episódios da quinta temporada, ganhou vários prêmios, incluindo um Emmy Award. ""No Chris Left Behind", que ganhou Realização de Destaque Individual em Animação, tornou-se o terceiro episódio da série ganhar um Emmy, e foi premiado com a Steven Fonti para o seu trabalho na historia do episódio. além disso, esse mesmo episódio ganhou um Annie Award para Storyboarding em um desenho Animado de Produção. A temporada foi nomeado para três outros Annie Awards—Animação de Personagem em uma Produção de Televisão (Eileen Kohlhepp para a série em si), a dublagem em um desenho Animado de Produção (Mila Kunis para "Barely Legal"), e Escritor em uma Produção de desenho Animado (Kirker Mordomo de "Barely Legal").

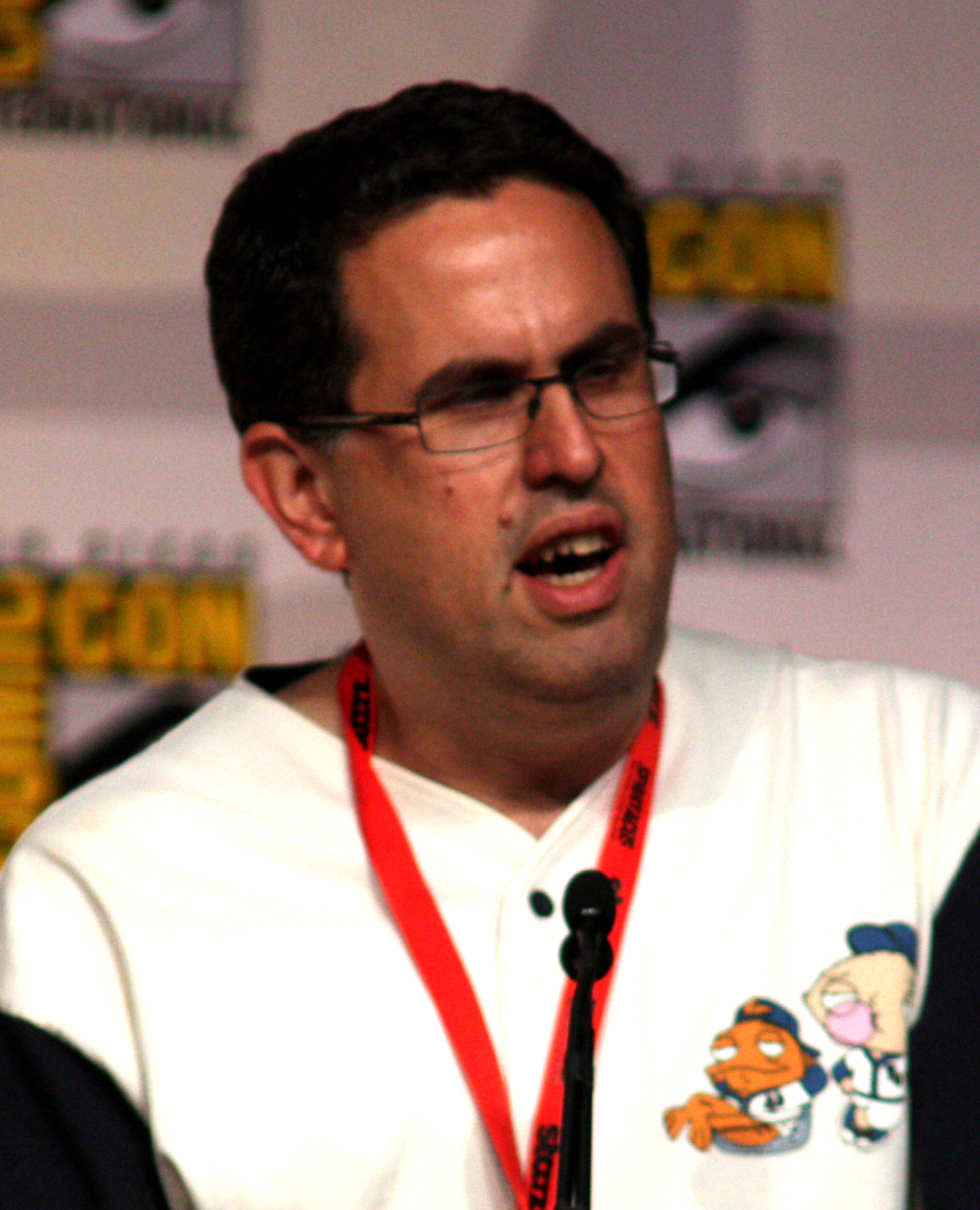
O produtor executivo David A. Goodman respondeu a críticas por parte da PTC.

O Parents Television Council, um frequente crítico de Family Guy, sob a marca "Stewie Loves Lois", "Barely Legal",, ""No Meals on Wheels", e "Bill and Peter's Bogus Journey" como o "pior show da semana". Em resposta a essa crítica, o produtor executivo David Goodman afirmou que Family Guy é "absolutamente para adolescentes e adultos", e que ele não permite que seus próprios filhos vejam o show.
A temporada recebeu média de revisões dos críticos. Ahsan Haque da IGN escreveu varios comentários sobre a temporada, dizendo: "A proporção de maus para bons episódios não foi muito favorável nesta temporada de Family Guy. Muitos episódios tinham um seria falta de humor ou foram simplesmente mal escrito", mas acrescentou, "apesar de grande parte do apelo original parece ter lavado, há ainda alguns momentos, a partir desta época que realmente se destacam", listagem de "Chick Cancer", "Road to Rupert", "Saving Private Brian", and "No Meals on Wheels", como os melhores episódios da temporada. Haque também louvou a  "Blind Ambition", "No Chris Left Behind", "Bill and Peter's Bogus Journey", e "Meet the Quagmires". Manisha Kanetkar de  Smart House, no entanto, senti que a série não vi nenhum sinal de cansaço" e tinha "tantos momentos engraçados como sempre." Nancy Basile de About.com considera "Airport '07", "Prick Up your Ears", e "Barely Legal", como "ótimos episódios." Em sua crítica para Family Guy, o volume cinco de, Francisco Rizzo III do DVD Talk disse que "Há vários pontos a criticar quando vem a este conjunto, incluindo uma série que perdeu alguns de seus momentos e que esta como uma comédia de muletas e um estranhamente estrutura dos episódios, mas no final, a série é divertido de assistir, que é tudo o que você pedir de um desenho animado de comédia." Em uma revisão posterior, Rizzo adicionado "É Family Guy  [sic] um sucessos do passado? Poderia ser argumentado, como a série não é surpresa ou choque a maneira que ele fez uma vez, em vez de fazer as coisas que trabalharam antes e fazê-las mais e mais. O lançamento do DVD são previsíveis e consistentes, com alta qualidade e a impressionante jangadas de material bônus, mas se o show não fazer isso por você, que não faz muita diferença."

## Episódios
| Nº | Nº           | Título                                            | Diretor(es)                     | Escritor(es)                 | Data da transmissão     | Código de produção | Audência (em milhões) |
| Na série | Na temporada | Título                                            | Diretor(es)                     | Escritor(es)                 | Data da transmissão     | Código de produção | Audência (em milhões) |
| --- | ------------ | ------------------------------------------------- | ------------------------------- | ---------------------------- | ----------------------- | ------------------ | --------------------- |
| 81 | 1            | " Stewie Loves Lois" Stewie Ama Lois              | Mike Kim                        | Mark Hentemann               | 10 de setembro de 2006  | 4ACX32             | 9.93                  |
| Stewie ficou obcecado por Lois depois que ela salvou Rupert, porém Lois não gostou tanto assim do "Novo Stewie". Enquanto isso, Peter acha que o médico o molestou durante um exame de próstata. |              |                                                   |                                 |                              |                         |                    |                       |
| 82 | 2            | " Mother Tucker" Mamãe Tucker                     | James Purdum                    | Tom Devanney                 | 17 de Setembro de 2006  | 4ACX31             | 9.23                  |
| A mãe de Peter se divorcia. Peter se sente abandonado até que ele vê um pai no namorado novo de sua mãe, Tom Tucker. Enquanto isso, Brian trabalha em um programa de rádio com Stewie. |              |                                                   |                                 |                              |                         |                    |                       |
| 83 | 3            | "Hell Comes to Quahog" O Inferno Vem a Quahog     | Dan Povenmire                   | Kirker Butler                | 24 de Setembro de 2006  | 4ACX33             | 9.66                  |
| Depois que Peter gasta o dinheiro de Meg para comprar um tanque, ela arruma um emprego em um grande hipermercado. Com isso, o hipermercado derruba todas as lojas da cidade e acaba com a energia da cidade. Brian e Stewie se juntam para acabar com o domínio da gigante corporativa. |              |                                                   |                                 |                              |                         |                    |                       |
| 84 | 4            | "Saving Private Brian" O Resgate do Soldado Brian | Cyndi Tang                      | Cherry Chevapravatdumrong    | 5 de Novembro de 2006   | 4ACX34             | 8.45                  |
| Chris é convidado para se alistar no exército. Brian vai para a sede de recrutamento para expressar a opinião dele, quando Stewie inscreve-se juntamente com Brian para o exército. Eles passam por Campo de Treinamento e são transportados para o Iraque onde tentam ser chutados para fora honravelmente fazendo qualquer coisa para isso. Enquanto isso, Chris decide entrar em uma banda punk. |              |                                                   |                                 |                              |                         |                    |                       |
| 85 | 5            | " Whistle While Your Wife Works"                  | Greg Colton                     | Steve Callaghan              | 12 de Novembro de 2006  | 4ACX35             | 9.04                  |
| Quando o Peter se machuca e não pode trabalhar, sua chefe diz que ele precisa acelerar as coisas. Com isso, Lois vai para a cervejaria para o ajudar. Enquanto isso, Stewie descobre que Brian está saindo com uma mulher muito atraente mas não muito inteligente. Ele tenta com que Brian se separe dela, mas Brian não pode fazer isto. |              |                                                   |                                 |                              |                         |                    |                       |
| 86 | 6            | " Prick Up Your Ears"                             | James Purdum                    | Cherry Chevapravatdumrong    | 19 de Novembro de 2006  | 5ACX01             | 9.3                   |
| Lois descobre que Chris tem tido pouca informação sobre sexo e se voluntaria para ensinar educação sexual para as crianças. Alguns pais estão transtornados com a honestidade brutal dela e eles a substituem. Um cristão conservador vem a Quahog e abomina os preservativos em James Woods High. Como resultado as crianças acham uma “brecha” interessante. Enquanto isso, Stewie apavorado pela Fada dos Dente, decide fixar armadilhas para destruí-la. |              |                                                   |                                 |                              |                         |                    |                       |
| 87 | 7            | "Chick Cancer" Cancêr Feminino                    | Pete Michels                    | Alec Sulkin & Wellesley Wild | 26 de Novembro de 2006  | 5ACX02             | 9.49                  |
| Stewie volta a namorar com Olivia, mas rapidamente o relacionamento deles muda, se tornando um casamento chato e entediante. Tudo se agrava quando eles vão a um jantar de casal com Brian e Jillian. Enquanto isso, Lois apresenta a Peter filmes femininos, então ele decide fazer seu próprio filme baseado em todos os filmes de meninas que já existiram. |              |                                                   |                                 |                              |                         |                    |                       |
| 88 | 8            | "Barely Legal" Quase Ilegal                       | Zac Moncrief                    | Kirker Butler                | 17 de Dezembro de 2006  | 5ACX03             | 8.48                  |
| Meg não consegue encontrar um acompanhante para o baile de formatura, e acaba indo com Brian. No baile, Brian fica bêbado para passar logo o tempo, e acaba dando uns amassos em Meg. Ela então começa a pensar estar apaixonada por Brian e fica obcecada. Enquanto isso, Peter, Cleveland e Quagmire se juntam a polícia para ajudar Joe. |              |                                                   |                                 |                              |                         |                    |                       |
| 89 | 9            | " Road to Rupert"                                 | Dan Povenmire                   | Patrick Meighan              | 28 de Janeiro de 2007   | 5ACX04             | 8.8                   |
| Brian vende Rupert em uma venda de garagem. Stewie, que fica chateado com Brian. Com isso, eles entram em uma cruzada até o Colorado para encontrar seu amado urso de pelúcia. Stewie acaba tendo que andar de ski para ter Rupert de volta. Enquanto isso, Peter perde sua carteira de motorista, então Meg precisa dirigir pra ele. |              |                                                   |                                 |                              |                         |                    |                       |
| 90 | 10           | " Peter's Two Dads" Os Dois Pais de Peter         | Cyndi Tang                      | Danny Smith                  | 11 de Fevereiro de 2007 | 5ACX05             | 7.97                  |
| Depois que o pai de Peter, Fracis, morre, Thelma, sua mãe, conta a ele que Francis não é seu pai biológico e seu pai de verdade vive na Irlanda. Então Peter e Brian decidem ir para lá em busca de seu pai, e acabam parando em uma cidade de bêbados. Eles decidem jogar um jogo de quem bebe mais para provar que é filho dele de verdade. Enquanto isso, Stewie apronta e Lois bate nele. Percebendo que gosta de apanhar, Stewie faz de tudo para entrar em problemas e ser espancado novamente. |              |                                                   |                                 |                              |                         |                    |                       |
| 91 | 11           | " The Tan Aquatic with Steve Zissou"              | Julius Wu                       | Mark Hentemann               | 18 de Fevereiro de 2007 | 5ACX06             | 8.53                  |
| Quando um zombador atormenta Chris, Peter sai em sua defesa, mas acaba enfiando a mão na cara do sujeito. Porem Peter descobre que zombar dos outros é engraçado e começa a zombar todos em sua casa. Finalmente, Chris diz com se sente para seu pai e ele compreende. Enquanto isso, Stewie sai de casa sem protetor solar e fica obcecado em ficar bronzeado. Depois que Brian o deixa tomando sol por 6 horas, Stewie fica queimado de sol e se sente com se tivesse câncer. Enquanto espera pelos resultados do câncer, Stewie começa a viver a vida como se tivesse apenas alguns dias sobrando em sua vida, deixando Brian maluco com suas exigências. |              |                                                   |                                 |                              |                         |                    |                       |
| 92 | 12           | "Airport '07" Aeroporto 07                        | John Holmquist                  | Tom Devanney                 | 4 de Março de 2007      | 5ACX08             | 8.59                  |
| Peter leva Quagmire para o trabalho, mas acaba arruinando tudo, fazendo com que Quagmire perca o emprego de piloto. Depois de não encontrar emprego, Peter e Cleveland fazem planos para ajudá-lo a conseguir seu emprego de volta. Quando os planos falham, Quagmire ganha alguns conselhos de seu ídolo, Hugh Hefner. |              |                                                   |                                 |                              |                         |                    |                       |
| 93 | 13           | " Bill and Peter's Bogus Journey"                 | John Holmquist                  | Tom Devanney                 | 11 de Março de 2007     | 5ACX08             | 8.59                  |
| Peter ajuda Bill Clinton com um pneu furado, e logo se tornam amigos. Começam a passar muito tempo juntos e Lois começa a acreditar que Bill está virando uma má influência para Peter. Mas quando ela confronta Bill, eles acabam fazendo sexo. Peter, chateado por sua esposa fazer aquilo com ele, tenta voltar com Lois tento um affair por conta própria, mas logo percebe que a ama muito para fazer isso. Enquanto isso, Lois e Stewie tentam ensinar Brian a usar o banheiro. |              |                                                   |                                 |                              |                         |                    |                       |
| 94 | 14           | " No Meals On Wheels"                             | Greg Colton                     | Mike Henry                   | 25 de Março de 2007     | 5ACX09             | 7.97                  |
| A família Griffin decide abrir seu próprio restaurante, arrumando consumidores a qualquer modo. Depois que Joe promete ajudar, Peter fica animado com o fato do restaurante se tornar um local que os policiais sempre visitem. Porém, as coisas não acontecem como o esperado, e o local se torna popular entre os deficientes. Quando Peter tenta mudar o local, uma ironia repentina rapidamente muda sua maneira de pensar. |              |                                                   |                                 |                              |                         |                    |                       |
| 95 | 15           | " Boys do Cry"                                    | Brian Iles                      | Cherry Chevapravatdumrong    | 29 de Abril de 2007     | 5ACX10             | 8.13                  |
| Lois começa a trabalhar como organista da igreja, então a família decide voltar para a igreja. Quando Stewie fica doente depois de receber comunhão, a congregação fica convencida que ele está possuído pelo capeta. Quando fogem, a família termina no Texas, onde Peter se encaixa com os cowboys. Stewie entra no concurso “Pequena Miss Texas”, e Chris e Meg entram na casa de George W. Bush. |              |                                                   |                                 |                              |                         |                    |                       |
| 96 | 16           | " Petergeist"                                     | Pete Michels                    | Patrick Meighan              | 6 de Maio de 2007       | 5ACX11             | 7.95                  |
| Joe constrói uma sala de cinema em casa. Para não ficar atrás, Peter resolve construir diversas salas de cinema em seu quintal. Durante a preparação do terreno, no entanto, ele descobre que o local abrigou um cemitério indígena. |              |                                                   |                                 |                              |                         |                    |                       |
| 97 | 17           | " It Takes A Village Idiot, And I Married One"    | Zac Moncrief                    | a.bo(Alex Borstein)          | 13 de Maio de 2007      | 5ACX12             | 7.21                  |
| Lois concorre a prefeitura de Quahog, mas ela não é a candidata com mais chances até que muda as suas visões políticas. No escritório, ela começa a ser corrupta com o poder que agora possui, e começa a aceitar “prêmios” já que ela não consegue comprar presentes caros. Enquanto isso, Peter começa a gostar da ideia de ser a “primeira dama” de Quahog, e todas as bonificações que vem com esse nome. |              |                                                   |                                 |                              |                         |                    |                       |
| 98 | 18           | "Meet the Quagmires" Conheça os Quagmires         | Dan Povenmire & Chris Robertson | Mark Hentemann               | 20 de Maio de 2007      | 5ACX13             | 9.15                  |
| A Morte dá a Peter uma chance de voltar em 1984, quando tinha 18, mas apenas por uma noite. Ele acaba furando com Lois para sair com uma atriz de cinema. Quando ele volta para o presente, logo percebe que tudo está diferente do normal, e que agora está casado com a atriz, e Lois casada com Quagmire. Enquanto isso, Stewie, Chris e Meg têm as características charmosas de Quagmire. |              |                                                   |                                 |                              |                         |                    |                       |